# 김도근
김도근(1972년 3월 2일 ~ )은 대한민국의 은퇴한 축구 선수이자 현 지도자로 현역 시절 포지션은 미드필더였으며 현재 K3리그 강릉시민축구단의 감독직을 맡고 있다.

## 구단 경력

### 전남 드래곤즈1기
1995년 전남 드래곤즈의 창단 멤버로 데뷔한 이후 1997년 K리그 준우승, 1997년 FA컵 우승, 1997년 아디디스컵 준우승, 1997년 프로스펙스컵 4강, 1998년 FA컵 4강, 1998-99년 아시안 컵위너스컵 준우승, 1999년 K리그 3위, 2000년 대한화재컵 준우승 등에 기여하며 전남의 핵심 유틸리티 플레이어로 활약했다.

### 전남 드래곤즈 2기
2000년부터 2001년까지 2시즌동안 일본 J1리그의 도쿄 베르디와 세레소 오사카에서 35경기를 소화하다가 2001년 7월 세레소 오사카와의 계약을 해지한 뒤 친정팀인 전남 드래곤즈로 복귀하여 2003년 FA컵 준우승, 2004년 K리그 3위 등의 성적에 기여했다. 

### 수원 삼성 블루윙즈
2005 시즌 무렵 차범근 감독의 부름을 받아 수원 삼성 블루윙즈로 트레이드된 이후 2005년 삼성 하우젠컵 우승에는 일조했지만 2005년 K리그에서는 10위라는 초라한 성적으로 시즌을 마무리했고 조직력과 팀워크가 약해진 탓에 결국 큰 힘을 발휘하지는 못했다.

### 경남 FC
2006 시즌을 앞두고 당시 박항서 감독이 이끌던 경남 FC 창단 멤버로 입단하자마자 2006년 FA컵에서 8강 돌풍을 이끌었으며 2006 시즌을 끝으로 중국 슈퍼리그의 랴오닝 훙윈 입단을 추진했으나 무산되면서 결국 11년간의 선수 생활을 마감했다.

## 국가대표팀 경력
올림픽 대표팀의 일원으로 1992년 하계 올림픽에 출전한 뒤 1993년 성인대표팀에 첫 발탁되어 3월 9일과 10일 양일에 거쳐서 열린 캐나다와의 친선 경기에서 국제 A매치 데뷔전을 치렀다.
그 후 1998년 FIFA 월드컵과 2002년 CONCACAF 골드컵에 출전하여 2002년 CONCACAF 골드컵 4강 진출에 일조했고 1998년 11월 13일 베이징에서 열린 중국 프로 선발팀과의 친선 경기에 출전하여 골을 기록했는데  이 경기는 사실상 대표팀간의 경기였지만 프로 선발팀 명목으로 출전했기 때문에 공식 A매치 기록으로는 인정받지 못했다.
2007년 한양대학교에서 코치직을 맡았다. 이후 전남 드래곤즈의 U-18팀인 광양제철고등학교에서 코치직을 수행하였고 2009년엔 전남 드래곤즈 2군 코치에 선임되었다.
2021년 11월 22일 강릉시민축구단은 공개 모집을 통해 김도근 감독을 새 사령탑으로 선임하였고 2022년부터 감독직을 수행한다.

## 트리비아
- 전남 선수 시절 골 세레모니는 관중석 철망에 매달려 울부짖기였다.